# Document d'urbanisme

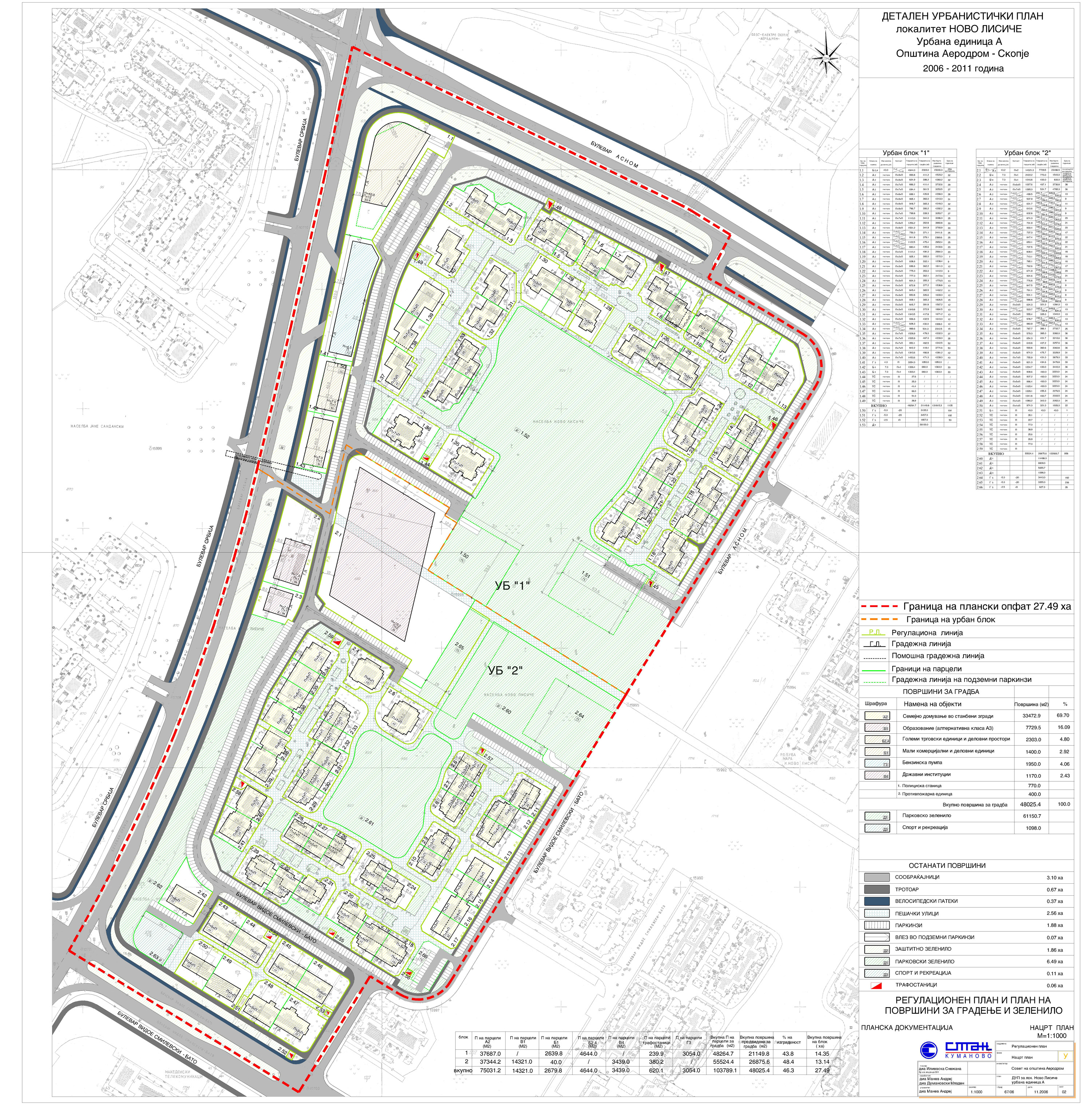
Plan détaillé pour un établissement dans la municipalité Aerodrom de la ville de Skopje, République de Macédoine. Le schéma graphique contient différentes zones qui sont désignées par des couleurs différentes, légendé sur le côté droit de l'image.

Dans le domaine de l'aménagement du territoire, les documents d'urbanismes sont des documents publics, plans, schémas, programmes et cartes qui cadrent l'aménagement et l'urbanisme à l'échelle d'un territoire ou d'un pays. Ils comprennent souvent un rapport de présentation, un état des lieux, un argumentaire (pouvant comprendre un volet prospectif), une évaluation environnementale ou une étude d'incidence au regard du développement durable ou diverses annexes cartographiques, cadastrales ou écrites. 
Ces documents sont périodiquement mis à jour dans le cadre de la loi.
Selon les cas, ils doivent être compatibles, conforme ou prendre en compte les documents de normes supérieures, et ils ont une opposabilité juridique plus ou moins  forte pour les documents de norme inférieure. Ne pas les respecter peut conduire à des sanctions importantes.
Ils tendent à mieux intégrer la soutenabilité (écoquartiers, écoville, ville durable, HQE, etc.) et à faire l'objet d'un suivi plus exigeant vis-à-vis de leurs effets sur l'environnement et la société. Par exemple; les États-membres de l'Union européenne ont dû transposer la Directive 2001/42/CE relative à l'évaluation des incidences de certains plans et programmes sur l'environnement (EIPPE). Le programme régional et européen PRESAGE (suivi par la DIACT en France), vise par exemple au suivi, à l'analyse et à l'évaluation de ces documents. D'autres projets ont le même objectif, dont le projet PASTILLE,,(en Allemagne).

## En France
En France, les documents d’urbanisme (cf. article L. 121-1 du Code de l'urbanisme) sont des règles de planification urbaine qui déterminent les conditions permettant d'assurer :
1. « L'équilibre entre le renouvellement urbain, un développement urbain maîtrisé, le développement de l'espace rural, d'une part, et la préservation des espaces affectés aux activités agricoles et forestières et la protection des espaces naturels et des paysages, d'autre part, en respectant les objectifs du développement durable ;
2. La diversité des fonctions urbaines et la mixité sociale dans l'habitat urbain et dans l'habitat rural, en prévoyant des capacités de construction et de réhabilitation suffisantes pour la satisfaction, sans discrimination, des besoins présents et futurs en matière d'habitat, d'activités économiques, notamment commerciales, d'activités sportives ou culturelles et d'intérêt général ainsi que d'équipements publics, en tenant compte en particulier de l'équilibre entre emploi et habitat ainsi que des moyens de transport et de la gestion des eaux ;
3. Une utilisation économe et équilibrée des espaces naturels, urbains, périurbains et ruraux, la maîtrise des besoins de déplacement et de la circulation automobile, la préservation de la qualité de l'air, de l'eau, du sol et du sous-sol, des écosystèmes, des espaces verts, des milieux, sites et paysages naturels ou urbains, la réduction des nuisances sonores, la sauvegarde des ensembles urbains remarquables et du patrimoine bâti, la prévention des risques naturels prévisibles, des risques technologiques, des pollutions et des nuisances de toute nature. »

Les premiers documents d'urbanisme français sont les plans d'aménagement, d'embellissement et d'extension créés en 1919 c'est-à-dire des dossiers déterminant l'aménagement global des communes qui en étaient pourvues
Les principaux documents d'urbanisme utilisés actuellement en France sont :
la carte communalequi remplace le PLU dans les petites communes qui en seraient dépourvues. Elles présentent les secteurs constructibles en précisant les modalités d'application des règles générales d’urbanisme. Elles sont soumises à enquête publique avant leur approbation par le conseil municipal. Ces communes sont soumises à la règle de la « constructibilité limitée », qui n'autorise les constructions que dans les « parties actuellement urbanisées ».
le plan local d'urbanisme (PLU)qui s'est substitué au plan d'occupation des sols (POS). Ce document présente, à l'échelle de la commune, son projet en matière d’aménagement, d'espaces publics, de paysage et d'environnement. Il  fixe  les règles générales et les servitudes d'utilisation des sols. Il est élaboré en concertation avec la population et adopté par le Conseil municipal, après enquête publique. Il est périodiquement révisé.
Le plan de sauvegarde et de mise en valeur (PSMV)Document d'urbanisme qui remplace le plan d'occupation des sols (POS) et son successeur le plan local d'urbanisme (PLU) sur le périmètre des secteurs sauvegardés. Le PSMV est élaboré par l'État alors que le POS et le PLU relèvent des communes. L'architecte des bâtiments de France est la personne clef des secteurs sauvegardés. Il est chargé par l’État de gérer les secteurs sauvegardés. Il a un avis conforme sur toutes les demandes d'urbanisme.
le schéma de cohérence territoriale (SCOT)qui succède au schéma directeur ; Intercommunal, il cadre la politique urbaine et territoriale à l’échelle d’un bassin de vie. Les élus y définissent les orientations de l'urbanisme et de l'aménagement (commercial, des zonages d’activité, des transports, en respectant les principes du développement durable. Ils sont approuvés après enquête publique et sont périodiquement réexaminés par le syndicat mixte chargé de son suivi.

### Selon les régions
Selon les régions ce code est légèrement différent :
- en Île-de-France : le schéma directeur de la région Île-de-France (SDRIF)
- la directive territoriale d'aménagement (DTA)
- le Règlement national d'urbanisme (RNU), qui pour la plupart de ses règles ne s'applique qu’en l’absence de plan local d’urbanisme ou de carte communale.

Ils doivent se rendre conformes au « Schéma directeur d'aménagement et de gestion des eaux » (SDAGE) et tenir compte du Schéma régional d'aménagement et de développement durable du territoire (SRADDT) ainsi que parfois de règlements ou directives européennes.

## Au Québec
Au Québec, en vertu de la Loi sur l’aménagement et l’urbanisme (LRQ c. A-19.1), le schéma d'aménagement est le document d'urbanisme qui prescrit les grandes orientations de la planification au niveau régional ; il est confectionné par la municipalité régionale de comté. Chacune des municipalités qui la composent doit ensuite adopter un plan d'urbanisme conforme aux grandes orientation de ce document.